# Brodawki okolone
Brodawki okolone – typ brodawek językowych o kulistym kształcie, występujących w liczbie od 7 do 17 pomiędzy trzonem języka a jego nasadą. W ich nabłonku znajdują się kubki smakowe.